# Bonifatius I. (Montferrat)
Bonifatius I. von Montferrat (* um 1150; † 4. September 1207) war ein Markgraf von Montferrat (1191–1207) sowie ein König von Thessaloniki (1204–1207) aus dem Adelsgeschlecht der Aleramiden. Er war der Anführer des Vierten Kreuzzugs.

Das Wappen der Markgrafen von Montferrat.

## Leben
Bonifatius war der dritte Sohn des Markgrafen Wilhelm V. von Montferrat und Judith, einer Tochter Herzog Leopolds III. von Österreich (Babenberger) und der Salierin Agnes von Waiblingen. Er war somit mütterlicherseits Urenkel des römisch-deutschen Kaisers Heinrich IV. Seine Brüder waren Wilhelm Langschwert, Konrad und Rainer, die ebenfalls zu historischer Bedeutung gelangten.
Erste militärische Erfahrungen sammelte Bonifatius Ende der 1170er Jahre, als er sich mit seinem Vater auf Seiten seines Vetters, des römisch-deutschen Kaisers Friedrich I. Barbarossa, an dessen Krieg gegen den Lombardenbund beteiligte. Sein Trobador Raimbaut de Vaqueiras berühmt ihn einiger seiner Heldentaten. Mit seinem Bruder Konrad übernahm er 1183 die Regentschaft in Montferrat, nachdem der Vater in das heilige Land gezogen war. Seine guten Beziehungen zum Kaiser festigte Bonifatius durch die Verlobung seines ältesten Sohnes mit einer Tochter des Kaisers. Nach dem Tod des Grafen Humbert III. von Savoyen 1189 war er ein Mitglied im Regentschaftsrat für dessen minderjährigen Sohn Thomas I., bis dieser 1191 volljährig wurde.
1191 belehnte ihn der neue römisch-deutsche König Heinrich VI. mit der Grafschaft Incisa, womit er die Feindschaft der lombardischen Nachbarstädte Asti und Alessandria weckte, gegen die er von 1191 bis 1193 und 1197 bis 1199 mit wechselndem Erfolg Krieg führte und denen er letztlich unterlag. Nach dem Tod seines Bruders Konrad 1192 übernahm er die Markgrafschaft Montferrat. 1194 beteiligte sich Bonifatius als Flottenkommandant bei der erfolgreichen Invasion Siziliens durch den Kaiser, bei dessen Königskrönung in Palermo er auch teilnahm. Nach dem Tod des Kaisers 1197 unterstützte Bonifatius im ausbrechenden deutschen Thronstreit seinen staufischen Vetter Philipp von Schwaben gegen die Welfen. 1202 war er gezwungen dem Lombardenbund beizutreten.
Die vielen Kriege hinderten Bonifatius nicht daran, an seinem Hof die ritterliche Kultur und den Minnesang in piemontesischer Sprache zu fördern. Neben Raimbaut de Vaqueiras verkehrten an seinem Hof auch die provenzalischen Trobadore Peire Vidal, Gaucelm Faidit und Arnaut de Mareuil, die ob der Unruhen um die Albigenser nach Montferrat exiliert waren.

## Vierter Kreuzzug

### Wahl zum Anführer
Im Sommer 1200 beherbergte Bonifatius in Montferrat mehrere Wochen lang eine Gesandtschaft französischer Barone unter der Führung des Marschalls der Champagne Gottfried von Villehardouin, die sich auf ihrer Reise von Venedig zurück in ihre französische Heimat befand. Villehardouin und seine Begleiter hatten bei dem Dogen Enrico Dandolo den Schiffstransport des Heeres für den vierten Kreuzzug ausgehandelt, der bereits im Jahr 1198 von Papst Innozenz III. ausgerufen worden war. Bonifatius hatte sich mit seinem Gast angefreundet und diesem vermutlich auch eine Bereitschaft zur Teilnahme an dem Kreuzzug signalisiert. Im Mai 1201 starb in Frankreich der Graf Theobald III. von Champagne, welcher der Anführer des Kreuzzugsunternehmens gewesen war. Das darauf in Soissons einberufene Konzil der Kreuzfahrer bot die Führung dem Herzog von Burgund und anschließend dem Grafen von Bar an, die allerdings beide ablehnten. Nun schlug Villehardouin den Markgrafen von Montferrat als neuen Anführer vor, der dann auch im Juni 1201 an die Spitze des Kreuzzuges gewählt wurde.
Die Gründe, warum sich die französischen Barone ausgerechnet für einen italienischen Markgrafen als ihren Anführer entschieden, sind nicht eindeutig überliefert. Vermutlich spielte Bonifatius’ persönlicher Hintergrund eine Rolle, da seine Familie in bereits vielfältiger Weise in Outremer engagiert war. Sein Bruder Konrad spielte eine wichtige Rolle während des dritten Kreuzzuges und war kurzzeitig der nominelle König von Jerusalem. Auch dürfte Bonifatius als Italiener für die Franzosen, die untereinander nicht selten rivalisiert waren, als neutrale Autorität akzeptiert worden sein. Weiterhin war der ihm anhängende Ruf eines erfahrenen militärischen Führers auch in Frankreich bekannt. Sehr wahrscheinlich dürfte aber auch der Einfluss des französischen Königs Philipp II. August ausschlaggebend für seine Ernennung gewesen sein, denn nach dem Tod des Grafen von Champagne war der Graf Balduin IX. von Flandern der mächtigste und wohl auch aussichtsreichste Anwärter für den Oberbefehl gewesen. Der aber hatte sich zuvor schon mit dem französischen König verfeindet und sich somit für das Kommando über ein großes Ritterheer, das auf französischem Boden zusammengezogen werden sollte, inakzeptabel gemacht. Der Gesta Innocentii Papae III folgend war letztlich König Philipp II. August der eigentliche Initiator hinter der Wahl zugunsten des Markgrafen von Montferrat.
Noch im Sommer 1201 reiste Bonifatius persönlich nach Frankreich, nachdem er von einer Gesandtschaft in Castagnole delle Lanze von seiner Wahl unterrichtet worden war. Sein erster Besuch galt zunächst König Philipp II. August in Paris, von dem er ein an den Papst gerichtetes Schreiben erhielt, in dem der französische König seine Unterstützung für den Staufer Philipp von Schwaben im deutschen Thronstreit gegen die Welfen kundtat. Erst danach reiste Bonifatius nach Soissons weiter, wo er mit den französischen Kreuzfahrern zusammentraf und von ihnen noch einmal in der Benediktinerabtei Notre-Dame förmlich gewählt wurde. Danach trennte er sich einstweilen wieder vom Kreuzzug, um eine Pilgerreise in die Zisterzienserabtei von Cîteaux zu unternehmen. Seit dieser Zeit gehörte der Kreuzzugsprediger Fulko von Neuilly seinem ständigen Gefolge an. Anschließend reiste er von Cîteaux weiter in die Kaiserpfalz Hagenau, wo er von Oktober 1201 an den Jahreswechsel über am Hof König Philipps von Schwaben verweilte. Hier traf Bonifatius auch erstmals auf den exilierten byzantinischen Prinzen Alexios Angelos, der mit dem deutschen König verschwägert war. Der Vater des Prinzen, Kaiser Isaak II., war einige Jahre zuvor von seinem eigenen Bruder Alexios III. gestürzt worden, Prinz Alexios aber konnte zu seinem Schwager fliehen, von dem er sich Unterstützung zur Rückgewinnung des Thrones von Konstantinopel erhoffte.
Offenbar wurde bei dem Treffen in Hagenau erstmals der Plan erwogen, den Kreuzzug gegen Konstantinopel zu wenden, um Prinz Alexios dort zur Macht zu verhelfen. Das byzantinische Reich mit einem den Kreuzfahrern verpflichteter Kaiser an seiner Spitze wäre ein unschätzbarer Gewinn für den Kampf zur Rückeroberung Jerusalems gewesen. Inwiefern bei Bonifatius auch persönliche Motive eine Rolle gespielt haben, ist unklar. Sein jüngerer Bruder Rainer hatte einst eine byzantinische Prinzessin geheiratet und war in den intrigenreichen Machtkämpfen am Hof von Konstantinopel getötet worden. Sein älterer Bruder Konrad hatte einst verdienstvoll dem gestürzten Vater des Prinzen gedient. Prinz Alexios reiste noch im Frühjahr 1202 nach Rom, um die Unterstützung des Papstes zu suchen. Auch Bonifatius traf sich im März 1202 in Lerici mit Papst Innozenz III., dem er den Konstantinopel-Plan vorlegte, der vom Papst aber umgehend zurückgewiesen wurde. Dem Papst gegenüber musste Bonifatius schwören, jeden Gedanken an eine Umleitung des Kreuzzuges gegen eine christliche Macht fallen zu lassen, womit dieses Thema einstweilen geschlossen wurde.

### Auf dem Kreuzzug
Nachdem Bonifatius die Herrschaft in Montferrat an seinen Sohn Wilhelm VI. übertragen hatte, erreichte er am 19. August 1202 Venedig, von wo im Oktober des Jahres die Kreuzzugsflotte in See stach. Schnell offenbarte sich sein tatsächlicher Einfluss auf das Unternehmen, nachdem die Kreuzfahrer auf Druck Venedigs der Eroberung der zu Ungarn gehörenden Städte Triest, Moglie und Zara (Belagerung von Zara (1202)) zustimmten, was eindeutig dem Willen des Papstes zuwiderlief. Da Venedig die Flotte für den Kreuzzug stellte, die Kreuzritter aber nicht in der Lage waren, die dafür geforderte finanzielle Gegenleistung zu erbringen, war das Unternehmen faktisch dem teilnehmenden Dogen Enrico Dandolo verpflichtet. Dem Markgrafen von Montferrat blieben allenfalls militärisch-operative Kompetenzen erhalten, sein Einfluss auf den weiteren Verlauf des Unternehmens aber blieb gering.
Im Dezember 1202 traf schließlich eine Gesandtschaft des Königs Philipp von Schwaben mit dem Prinzen Alexios Angelos in Zara ein, welcher den Plan zur Umleitung des Kreuzzuges nach Konstantinopel direkt den Kreuzfahrern vorlegte. Mit dem Versprechen, ihnen die Schulden gegenüber Venedig sowie militärische Unterstützung für den Kampf gegen die Ungläubigen als Gegenleistung zu erbringen, gewann er die maßgebenden Führer des Unternehmens für sich. Auch Bonifatius scheint nichts gegen die Entwicklung jener Ereignisse unternommen zu haben. Einem Brief des Grafen Hugo IV. von Saint-Pol nach gehörte er zu jenen die für eine Umleitung des Kreuzzuges gestimmt hatten. Das Versprechen des Prinzen mit der Insel Kreta als eigenes Lehen ausgestattet zu werden, im Falle eines erfolgreichen Umsturzes in Konstantinopel, dürfte für Bonifatius die Entscheidung einfach gestaltet haben. Die Folge dieser Verletzung des ursprünglichen Kreuzzugsgedankens war allerdings die Abspaltung eines größeren Truppenteils unter der Führung des Simon de Montfort, das auf eigene Faust in die Levante ziehen wollte.
Die Flotte erreichte im Juni 1203 Konstantinopel, das bereits im folgenden Monat erfolgreich eingenommen werden konnte. Kaiser Alexios III. wurde vertrieben und der alte geblendete Kaiser Isaak II. erneut inthronisiert, Prinz Alexios wurde im August des Jahres als Alexios IV. zum Mitkaiser seines Vaters erhoben. Weil die beiden Kaiser nicht in der Lage waren die von Alexios IV. gemachten Versprechungen zu erfüllen, lud sich die Lage zwischen „Lateinern“ und Griechen bedrohlich auf. Nach Übergriffen beider Seiten kam es im Januar 1204 zu einem erneuten Umsturz in Konstantinopel, indem eine byzantinische Reaktion unter der Führung des Alexios „Murtzouphlos“ Dukas, der ein Schwiegersohn des Alexios III. war, die beiden Kaiser stürzte und tötete. Alexios „Murtzouphlos“ wurde darauf selbst zum Kaiser (Alexios V.) erhoben, der die Stadt umgehend in Verteidigungsbereitschaft gegen die Kreuzfahrer versetzte. Diese entschieden nun ihrerseits Konstantinopel ein zweites Mal zu erobern um sich ihres versprochenen Geldes mit Gewalt anzueignen. Dazu wurde im März 1204 auch die Aufteilung des byzantinischen Reichs für den Fall des Sieges beschlossen, womit zugleich auch das faktische Ende des Kreuzzuges nach Outremer beschlossen wurde. Nach einer Woche der Belagerung ergriff Alexios V. „Murtzouphlos“ am 13. April die Flucht, worauf der Widerstand der Verteidiger zusammenbrach und die Lateiner in das „zweite Rom“ einfielen. Während der Kämpfe und Plünderungen okkupierte Bonifatius den Bukoleon-Palast und rettete somit unter anderem das Leben der Kaiserinwitwen Margarete (Maria) und Agnes (Anna), die eine Schwester des Königs von Frankreich war.

## König von Thessaloniki

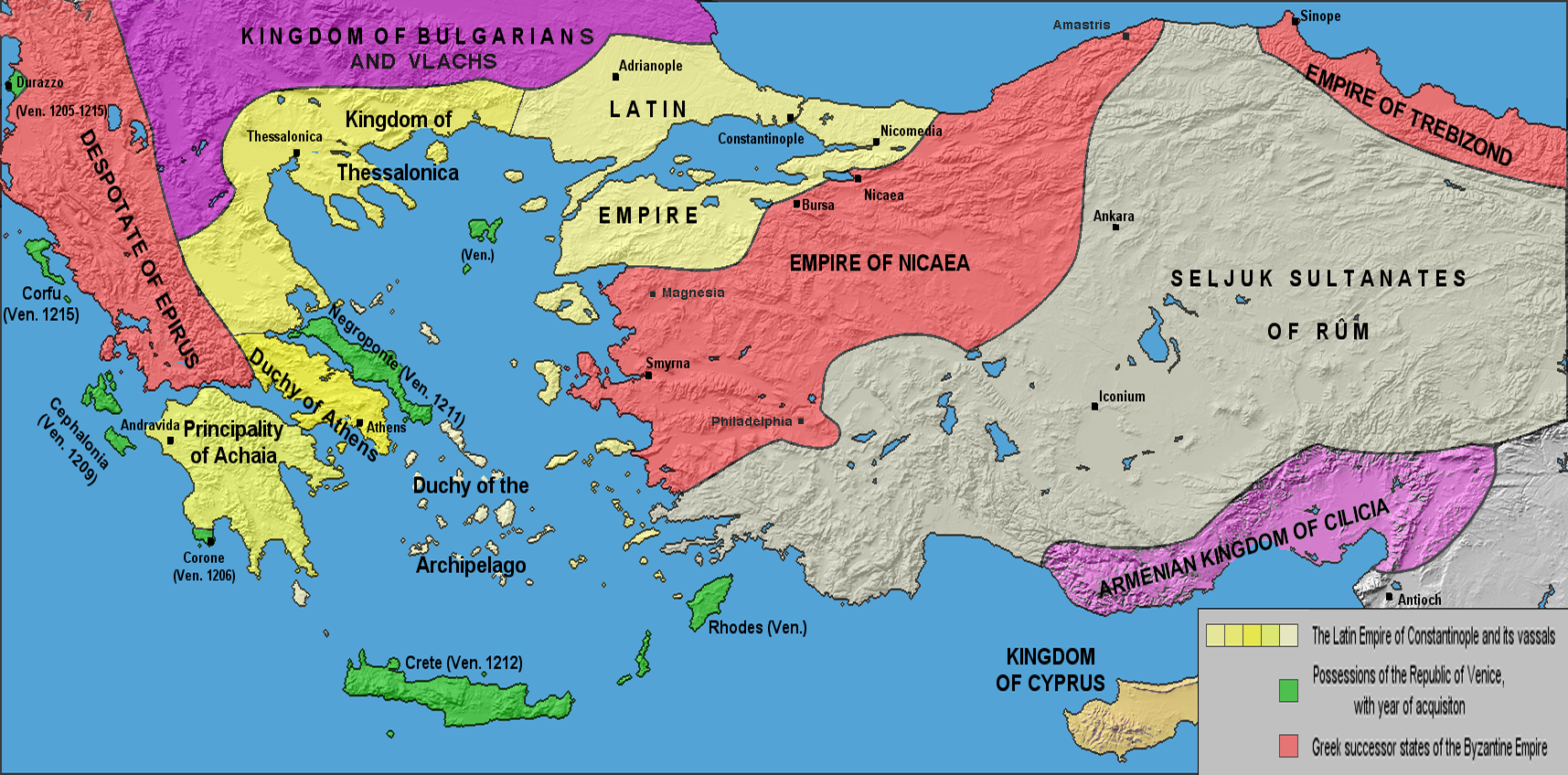
Das Lateinische Kaiserreich (in gelb) mit dem Königreich Thessaloniki.

Nach der erfolgreichen Eroberung Konstantinopels gingen die Lateiner daran einen neuen Staat zu begründen, der sich an den feudalen Strukturen ihrer westeuropäischen Heimat orientieren sollte. Dazu wurde die Wahl eines neuen Kaisers aus ihren Reihen beschlossen, der an der Spitze des neuen „lateinischen Reichs von Konstantinopel“ stehen sollte. Als Anführer des Kreuzzuges stellte sich Bonifatius gleich zur Wahl, allerdings unterlag er im Wahlgang gegen den Grafen Balduin IX. von Flandern, der als Balduin I. neuer Kaiser wurde. In der Wahl waren besonders die Stimmen der Venezianer ausschlaggebend, die sich für den im griechischen Osten wenig gefestigten Balduin entschieden, während Bonifatius bereits vor dem Kreuzzug über durchaus auch gute Kontakte in Byzanz verfügte und deshalb unabhängiger von den Interessen der „Serenissima“ hätte agieren können. Auch hatte er bald nach der Eroberung die Kaiserinwitwe Margarete (Maria) geheiratet und somit seine Position gegenüber den Griechen gefestigt und außerdem mit ihrem Bruder, König Emmerich, einen potentiellen Verbündeten gewonnen. Bei der Wahl hatten dann aber auch nur zwei Lombarden aus dem zwölfköpfigen Wahlkollegium für Bonifatius gestimmt.
Kaiser Balduin I. versuchte eine sich anbahnende Spaltung der Lateiner sogleich zu verhindern, indem er Bonifatius den größten Teil des noch zu erobernden Westkleinasiens und Altgriechenlands als Lehen anbot, womit er zum reichsten Vasallen des Kaiserreichs geworden wäre. Bonifatius lehnte dieses Angebot allerdings ab und beanspruchte stattdessen als König von Thessaloniki anerkannt zu werden, gleichwohl als Vasall des Kaiserreichs. Er fühlte sich zu diesem Schritt legitimiert, da sein jüngerer Bruder Rainer vom einstigen byzantinischen Kaiser bereits mit dem „Königreich Thessaloniki“ beliehen worden sei. Viel wahrscheinlicher aber dürfte der Bruder vom Kaiser lediglich die pronoia, also seine finanzielle Grundversorgung durch die zu leistenden Steuern der Stadt, erhalten haben. Im Herbst 1204 wurde Thessaloniki von Kaiser Balduin eingenommen während Bonifatius Didymotika eroberte, seinen Stiefsohn Manuel Angelos zum Gegenkaiser ausrief und anschließend die Belagerung von Adrianopel aufnahm. Auf Anordnung des Kaisers musste er die Belagerung abbrechen, was zu einem zeitweiligen Bruch zwischen beiden führte, der nach der Übergabe von Thessaloniki an Bonifatius durch den Kaiser beendet wurde. Auch mit den Venezianern unter Enrico Dandolo gelangte er zu einem Ausgleich, indem er ihnen seine Anrechte an Kreta verkaufte, die er noch von Alexios IV. erhalten hatte.
Anschließend wandte sich Bonifatius mit einigen Getreuen wie Othon de la Roche, Guillaume de Champlitte, Jacques d’Avesnes, Oberto von Biandrate, Guido Pallavicini, Berthold von Katzenelnbogen und Geoffroi de Villehardouin (ein Neffe des gleichnamigen Marschalls) nach Altgriechenland, das von dem Griechen Leon Sgouros gehalten wurde. Während Korinth von Jacques d’Avesnes angegriffen wurde, belagerte Bonifatius die starke Burg von Nauplia. In dieser Zeit begründete er die Herrschaften von Theben-Athen und Negroponte sowie das Fürstentum Achaia und die Markgrafschaft Boudonitza als Lehen seines Königreichs. Zeitgleich zu diesen Ereignissen gingen in Thrakien die Bulgaren unter Kalojan (Johannitzes) gegen die Lateiner in die Offensive und eroberten unter anderem Adrianopel. Bei dem Versuch diese Stadt zurückzuerobern geriet Kaiser Balduin in der desaströsen Schlacht von Adrianopel am 14. April 1205 in die Gefangenschaft der Bulgaren.
Während der Bruder des Kaisers, Heinrich, den Kampf gegen die Bulgaren weiterführte richtete sich Bonifatius in Thessaloniki ein. Er baute die Burg von Serres wieder auf, nachdem sie im September 1205 von den Bulgaren zerstört worden war. Anschließend brachte der die Region um Philippi unter seine Kontrolle. Der Regent Heinrich wurde im August 1206 zum neuen Kaiser gekrönt nachdem der Tod Balduins bekannt wurde. Bonifatius regelte sein Verhältnis zum neuen Kaiser, indem er im Frühjahr 1207 seine Tochter Agnes an ihn verheiratete. Im Herbst des Jahres traf er sich mit dem Kaiser in Cypsela bei Adrianopel und huldigte diesem als seinen Lehnsherren.

## Tod
Auf der Rückreise nach Mosynopolis plünderte Bonifatius die Region Ahridos in den Ostrhodopen mit dem Kloster Sweti Joan Prodrom. Kurz darauf geriet er in einen Hinterhalt der Bulgaren. Nachdem er im Kampf von einem Pfeil am Arm verwundet worden war, nahmen die Bulgaren ihn gefangen und enthaupteten ihn, sein Kopf wurde als Siegestrophäe zu Kalojan (Johannitzes) gesandt. Der Tod des Bonifatius von Montferrat wurde von seinem Freund Gottfried von Villehardouin als einer der schwerwiegendste Verluste empfunden, den die Lateiner im griechischen Osten erleiden mussten. Offenbar ist auch der treue Ritter und Trobador des Markgrafen, Raimbaut de Vaqueiras, bei dem Gefecht gegen die Bulgaren gefallen, da von ihm kein Klagegedicht (planh) über den Tod seines Gönners überliefert ist. Dafür betrauerte ein anderer Trobador, Elias Cairel, den Markgrafen in der sirventes „Pois chai la fuoilla del garric“ (Nun, nachdem die Eiche gefallen).
Das lateinische Königreich Thessaloniki erwies sich als kurzlebig. Es wurde bereits 1224 von dem byzantinischen Despoten von Epirus, Theodoros I. Angelos, erobert.

## Familiäres
Bonifatius von Montferrat war mit mindestens zwei, vielleicht auch drei Frauen verheiratet. Seine erste Frau war Elena di Bosco, mit der er drei Kinder hatte:
- Wilhelm VI. († 17. September 1225), Markgraf von Montferrat
- Agnes († 1208), ⚭ Kaiser Heinrich von Konstantinopel († 1216)
- Beatrix, ⚭ Enrico di Caretto

Seine zweite Frau war vermutlich Jeanne de Châtillon, eine Tochter des Rainald von Châtillon, mit der er keine Kinder hatte. Die dritte Ehefrau war seit 1204 die Witwe Kaiser Isaaks II., Margarete (Maria) von Ungarn, eine Tochter König Bélas III. von Ungarn und im Übrigen die Nichte von Bonifatius’ zweiter Frau Jeanne. (Ihre Schwester Agnes de Châtillon war Margaretes Mutter.) Mit Margarete hatte er einen Sohn, Demetrius († 1230), der ihm als König von Thessaloniki unter der Regentschaft der Mutter nachfolgte.